# 蓝蓝
蓝蓝（1967年—），本名胡兰兰，出生于山东烟台，中国现代诗人。
蓝蓝于1980年开始发表诗歌，中国人民大学第二届驻校诗人，现供职于河南文学院。2014年被古希腊诗人荷马的故乡希奥斯市授予荣誉市民称号。其作品对中国当代抒情诗歌的发展有重要影响。

## 获得奖项
第二届刘丽安诗歌奖（1996年）；全国新世纪女诗人十佳奖头名（2005年）；第四届河南省文学艺术成果奖（2007年）；冰心儿童文学新作奖（2009年）第四届《诗歌与人》·国际诗人奖 （2009年）；全国第三届“宇龙文学奖”（2009年）。由《诗歌与人》编辑部分发问卷投票，被评为“中国当代最受读者喜爱的十位女诗人”之一。

## 主要作品

### 文集
- 《含笑终生》，诗集，百花文艺出版社，1990
- 《情歌》，诗集，广西接力出版社1993
- 《内心生活》，诗集，春风文艺出版社，1997（获首届河南省优秀作品创作奖）
- 《睡梦 睡梦》，诗集，河北教育出版社 2003（获河南省政府文化艺术成果奖）
- 《诗篇》，诗集，长征出版社，2007
- 《蓝蓝诗选》，诗集，“诗歌与人”国际诗人奖获奖专号，2009
- 《蓝蓝新作快递》，诗集，《星星》诗刊编辑部 2010
- 《从这里，到这里》，诗集，河南文艺出版社 2010
- 《蓝蓝爱情诗六十首》，诗集，《星星》诗刊理论版编辑部，2010
- 《身体里的峡谷》，中英文双语诗集，美国西风出版社，2012
- 《钉子》，中英文双语诗集，美国西风出版社 香港中文大学出版社 2012
- 《歌声之杯》，俄语诗集，俄罗斯莫斯科专业出版社
- 《蓝蓝的童话》，短篇童话集，北岳文艺出版社，2001年（获第二届河南省优秀作品创作奖）
- 《梦想城》，长篇童话，文化艺术出版社，2006年
- 《大树，快跑》，长篇童话，文化艺术出版社，2006年
- 《坦克上尉歪帽子》，长篇童话，文化艺术出版社，2006年
- 《魔镜》，短篇童话集，文化艺术出版社，2006年
- 《人间情书》，散文集，东方出版社，1993
- 《滴水的书卷》，散文集，东方出版社，1995年
- 《飘零的书页》，散文集，河南人民出版社，1996年
- 《夜有一张脸》，散文集，中国青年出版社、团结出版社 联合出版
- 《燕麦草》，散文诗集，中国华侨出版社，2008年
- 《我是另一个人》，随笔集，中国邮政大学出版社，2014年
- 《诗人与小树》，童诗集，海燕出版社，2014年
- 《一切的理由》，诗集，台湾秀威出版社，2015年
- 《童话里的世界》，童话编选评论集，中信出版社，2016年

### 剧本
- 舞剧文学剧本《洛神》（发表于《大家》杂志）
- 诗剧《边界》，2014于希腊雅典公演
- 话剧《日常-非常日常》，蓝蓝、孙晓星联合编剧，孙晓星导演，2014参加北京南锣鼓巷国际戏剧节

### 主编
- 《林中水滴》（世界散文大师·人生与自然卷）（东方出版社）1996年
- 《文苑精华·河南民间故事集》；（大众文艺出版社）1996年
- 文学作品集《金麦穗丛书》（十二卷）（中国文联出版公司）2000年
- 《中国当代女诗人爱情诗选》（中国华侨出版社）2007年
- 《中国当代女诗人随笔选》（中国华侨出版社），2007年